# Elezioni parlamentari in Giappone del 2014
Le elezioni parlamentari in Giappone del 2014 si tennero il 14 dicembre per il rinnovo della Camera dei rappresentanti, la camera bassa della Dieta nazionale. 
Esse videro la vittoria del Partito Liberal Democratico di Shinzō Abe, che fu confermato Primo ministro.

## Sistema elettorale
Per le elezioni parlamentari della Camera dei rappresentanti, la legge elettorale giapponese prevede l’applicazione di un sistema elettorale misto. Difatti, dei 465 rappresentanti:
- 289 sono eletti secondo un sistema maggioritario secco in altrettanti collegi uninominali;
- 176, invece, sono eletti secondo il sistema proporzionale, all’interno di 11 collegi plurinominali “in blocco”, ciò significa che, per ciascun collegio, i seggi sono ripartiti proporzionalmente ai risultati locali delle formazioni politiche e dei candidati.[1]

## Risultati
| Liste                                      | Proporzionale | Proporzionale | Proporzionale | Maggioritario | Maggioritario | Maggioritario | Totale seggi |  |
| Liste                                      | Voti          | %             | Seggi         | Voti          | %             | Seggi         | Totale seggi |  |
| ------------------------------------------ | ------------- | ------------- | ------------- | ------------- | ------------- | ------------- | ------------ |  |
| Partito Liberal Democratico                | 17 658 916    | 33,11         | 68            | 25 461 448    | 48,10         | 223           | 291          |  |
| Partito Democratico del Giappone           | 9 775 991     | 18,33         | 35            | 11 916 849    | 22,51         | 38            | 73           |  |
| Ishin no tō                                | 8 382 699     | 15,72         | 30            | 4 319 645     | 8,16          | 11            | 41           |  |
| Kōmeitō                                    | 7 314 236     | 13,71         | 26            | 765 390       | 1,45          | 9             | 35           |  |
| Partito Comunista Giapponese               | 6 062 962     | 11,37         | 20            | 7 040 169     | 13,30         | 1             | 21           |  |
| Partito per le Future Generazioni          | 1 414 919     | 2,65          | -             | 947 395       | 1,79          | 2             | 2            |  |
| Partito Socialdemocratico                  | 1 314 441     | 2,46          | 1             | 419 347       | 0,79          | 1             | 2            |  |
| Partito della Vita del Popolo              | 1 028 721     | 1,93          | -             | 514 575       | 0,97          | 2             | 2            |  |
| Partito della Realizzazione della Felicità | 260 111       | 0,49          | -             | 0             | 0,00          | -             | -            |  |
| Shiji Seitō Nashi                          | 104 854       | 0,20          | -             | 0             | 0,00          | -             | -            |  |
| Partito della Nuova Rinascita              | 16 597        | 0,03          | -             | 0             | 0,00          | -             | -            |  |
| Altri                                      | 0             | 0,00          | -             | 43 726        | 0,08          | -             | -            |  |
| Indipendenti                               | 0             | 0,00          | -             | 1 511 242     | 2,85          | 8             | 8            |  |
| Totale                                     | 53 334 447    | 100           | 180           | 52 939 786    | 100           | 295           | 475          |  |
|                                            |               |               |               |               |               |               |              |  |
| Schede nulle                               | 1 398 283     | 2,55          |               | 1 801 562     | 3,29          |               |              |  |
| Votanti                                    | 54 732 730    | 52,65         |               | 54 741 352    | 52,65         |               |              |  |
| Elettori                                   | 103 962 785   |               |               | 103 962 785   |               |               |              |  |

- Per la quota maggioritaria, i voti conseguiti dalle liste e il totale dei voti validi si intendono approssimati per difetto (senza parte decimale).